# هنري إستين
هنري إستين (بالفرنسية: Henri Estienne )‏ (و. 1528 – 1598 م) هو معجمي، وطباع، ومترجم، وعالم لغوي كلاسيكي من جمهورية جنيف، وفرنسا، ولد في باريس، بدأ مشواره المهني سنة 1544، توفي في ليون، عن عمر يناهز 70 عاماً.

## روابط خارجية
- هنري إستين على موقع الموسوعة البريطانية (الإنجليزية)